# Asthenes moreirae
Az Asthenes moreirae a madarak (Aves) osztályának verébalakúak (Passeriformes) rendjébe és a fazekasmadár-félék (Furnariidae) családjába tartozó faj.

## Rendszerezése
A fajt Alípio de Miranda-Ribeiro brazil zoológus írta le 1906-ban, a Synallaxis nembe Synallaxis moreirae néven. Egyes szervezetek az Oreophylax nembe sorolják Oreophylax moreirae néven.

## Előfordulása
Dél-Amerikában, Brazília délkeleti részén honos. Természetes élőhelyei a szubtrópusi és trópusi füves puszták és cserjések. Állandó, nem vonuló faj.

## Megjelenése
Testhossza 19 centiméter, testtömege 10–11 gramm.

## Életmódja
Ízeltlábúakkal táplálkozik, de néha gyümölcsöket is fogyaszt.

## Természetvédelmi helyzete
Az elterjedési területe viszonylag kicsi, egyedszáma ugyan csökken, de még nem éri el a kritikus szintet. A Természetvédelmi Világszövetség Vörös listáján nem fenyegetett fajként szerepel.